# Azenaide Carlos
Azenaide Danila José Carlos (ur. 14 czerwca 1990 r. w Luandzie) – angolska piłkarka ręczna. Występuje na pozycji prawego obrońcy w klubie Primeiro de Agosto Luanda oraz w reprezentacji Angoli.
W drużynie narodowej rozegrała swoje mecze podczas Letnich Igrzysk Olimpijskich w 2008 oraz 2012 roku. Występowała podczas mistrzostw świata w 2011 roku.